# Олдеголтволде
Олдеголтволде (нід. Oldeholtwolde) — село в нідерландській провінції Фрисландія. Входить до муніципалітету Вестстеллінгверф.
Його площа становить 10,23км², а населення станом на 2021 рік складало 155 осіб.
Перша згадка про населений пункт датується 1320 роком.